# Клан Стерлінг

Нашоломник клану Стерлінг.

Герб вождів клану Стерлінг.

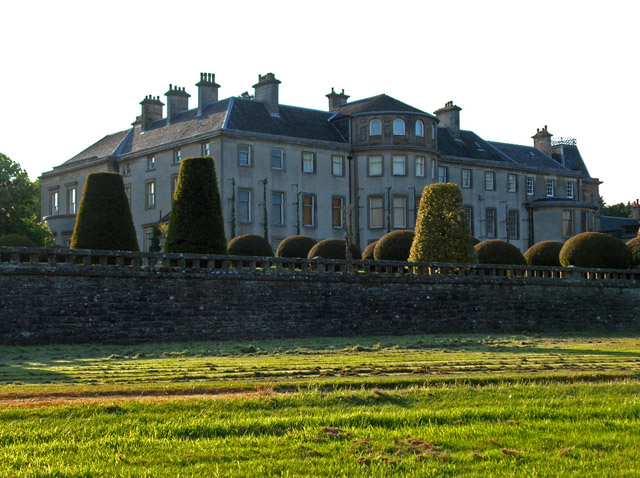
Замок Кейр.

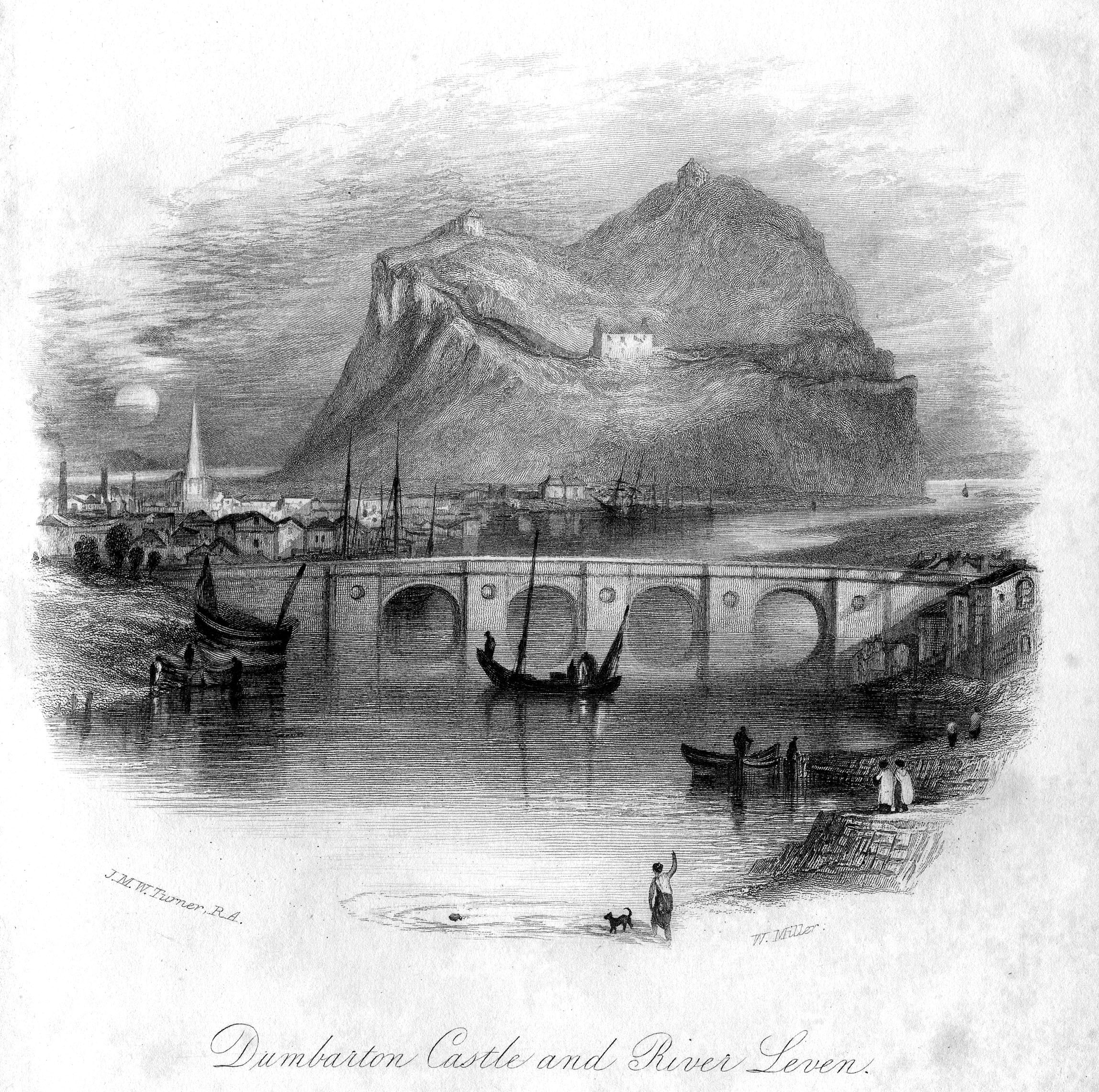
Замок Думбартон. Малюнок 1836 року.

Клан Стерлінг (шотл. — Clan Stirling) — один з кланів рівнинної частини Шотландії — Лоулендсу.
Гасло клану: Ватага, вперед!
Землі клану: Східний Дунбартоншир, Стерлінгшир, Пертшир
Вождь клану: Френсіс Стерлінг Кеддер
Резиденція вождя клану: Оклі стріт, Лондон
Історична резиденція вождя клану: Замок Кеддер-хаус
Ворожі клани: Кінкейд

## Історія клану Стерлінг

### Походження клану Стерлінг
Походження назву клану територіальне. В Шотландії є місцевість Стерлінг, місто Стерлінг, замок Стерлінг. Місцевість лежить на перехресті доріг, є версія що назва означає «місце боротьби».
Вперше вожді клану Стерлінг згадується в історичних документах в грамотах короля Шотландії Девіда І. У документах, що датуються 1147 роком здадується Торальдус (гельск. — Thoraldus), що володів землями Кеддер (гельск. — Cadder). Його нащадком був Олександр де Стрівелін — V лерд Кеддер, що помер у 1304 році.

### XIV століття
Під час війни за незалежність Шотландії нащадок Олександра де Стрівеліна — сер Джон де Стрівелін загинув в битві під Халідон Хілл в 1333 році.

### XV—XVI століття
Онук сера Джона де Стрівеліна — сер Вільям мав двох синів. Він в свою чергу теж мав синів і старшого сина він теж назвав Вільямом. Протягом чотирьох поколінь вождя клану Стерлінг називали старших синів іменем Вільям. Через чотири покоління вождем клану Стерлінг став другий син вождя — сер Джон де Стрівелін, що став III лордом Крагернард. Сер Джон де Стрівелін став каштеляном королівського замку Думбартон і шерифом Думбартонширу. Король Шотландії Джеймс I призначив його охоронцем королівського двору і зброєносцем. Він був посвячений у лицарі в 1430 році. Його син — Вільям, отримав титул графа Леннокса і землі Глорат. Вільям став каштеляном замку Думбартон і ця посада перейшла до його сина — Джорджа, що захищав цей замок у 1534—1547 роках. Джордж брав участь у битві під Пінкі Клев і помер від ран, отриманих у цій битві.
У 1581 році Малкольм Кінкейд з клану Кінкейд був убитий Стерлінгом Гловатом.

### XVII століття
Правнуком Джорджа був сер Мунго Стерлінг Глорат. Під час громадянської війни він був переконаним прихильником роялістів і короля Карла I. У знак визнання його доблесті і хоробрості король посвятив у лицарі сера Мунго. Син сера Мунго — Джордж Стерлінг, отримав титул баронета Нової Шотландії в 1666 році.
Стерлінг Кейр придбав землі Кейр у Пертширі в середині XV століття, коли принц Джеймс — син короля Шотландії Джеймса II повстав проти свого батька, сер Вільям Стерлінг Кейр одним з його прихильників. Нащадком сера Вільяма Стерлінга був сер Арчібальд Стерлінг Кейр — відомий адвокат, що підтримував короля під час громадянської війни і дбав про відновлення монархії в 1660 році. Гілка клану Стерлінг Гарден походить від цього сера Арчібальда Стерлінга. Він також був призначений на посаду судді Верховного суду Шотландії під іменем лорд Гарден. Його третій син — Джеймс Стерлінг (1692—1770) був видатним математиком.

### XVIII століття
Під час обох повстань якобітів 1715 і 1745 років клан Стерлінг і лайрди Стерлінг підтримали повстанців і боролися за Стюартів і незалежність Шотландії. Джеймс Стерлінг Кейр був засуджений за державну зраду, але потім виправданий. Його маєтки були конфісковані за його участь у повстанні 1715, але згодом вони були йому повернені.
Вальтер Стерлінг Фаскін служив у Королівському флоті і був призначений командувачем флоту Об'єднаного Королівства за часів правління короля Джорджа III. Люди гілки клану Стерлінг Фаскін стверджували, що походять вони від племінника короля Шотландії Вільгельма Лева, але насправді вони були бічною гілкою Стерлінг Кеддер.
Джеймс Стерлінг Друмпеллір брав участь у війні проти Сполучаних Штатів Америки в 1812 році і згодом був губернатором Західної Австралії.

### Сучасна історія
Клан Стерлінг був пов'язаний з замком Думбартон і в XX столітті, коли в 1927 році сер Джордж Стерлінг був призначений хранителем замку. У гілці клану Стерлінг Гарден був лорд-лейтенант Стерлінг і Фолкерк (до 2005 року).
Сер Девід Стерлінг з гілки клану Стерлінг Кейр був засновником британського спецназу полку Спеціальної повітряної служби, під час Другої світової війни.

## Замки клану Стерлінг
- Замок Кеддер — давня резиденція вождів клану Стерлінг.
- Замок Друмпеллір-хаус
- Замок Кейр-хаус
- Замок Думбартон — кілька вождів клану Стерлінг починаючи з XV століття були шерифами цього замку.
- Замок Глорат-хаус — резиденція вождів гілки Стерлінг Глорат.